# 紋理映射單元
纹理映射單元（Texture mapping unit，TMU）是現代圖形處理器（GPU）的部件。從歷史上看，它是一個獨立的物理處理器 TMU能夠旋轉，調整大小和扭曲位圖圖像（執行紋理採樣），以作為紋理放置在給定3D模型的任意平面上。此過程稱為紋理製圖映射。在現代的圖形卡被實現為分立的階段繪圖管線 ，而當第一引入它被實現為單獨的處理器，例如，Voodoo2圖形卡。

## 背景和歷史
纹理映射單元的出現是由於採樣和將平面圖像（作為紋理貼圖）轉換為需要在3D空間中的正確角度和遠景的計算需求。計算操作是一個大的矩陣乘法，當時的CPU（早期奔騰）無法在可接受的性能下處理。
今天，纹理映射單元是着色器的一部分，並與渲染输出单元（ROP）分離。例如，在AMD的賽普拉斯GPU中，每個著色器（其中有20個）有四個纹理映射單元，為GPU提供80個纹理映射單元。這是由芯片設計師完成的，它們將著色器和它們將要使用的紋理引擎緊密結合在一起。

## 幾何
3D場景通常由兩個部分組成：3D幾何圖形和覆蓋該幾何圖形的紋理。圖形卡中的紋理單元採用紋理並將其製圖映射到一塊幾何圖形。也就是說，它們圍繞幾何體包裹紋理並產生紋理像素，然後可以將其寫入屏幕。紋理可以是實際圖像，光照貼圖，甚至是高級表面照明效果的法線貼圖。

## 紋理填充率
要渲染3D場景，紋理將映射到多邊形網格的頂部。這稱為紋理映射，並且由視頻卡上的紋理映射單元完成。紋理填充率是特定卡可以執行紋理映射的速度的度量。